# Marek Vrábel
Marek Vrábel (* 1973 v Košicích) je slovenský klavírista, varhaník, hudební publicista a pedagog.
Po absolutoriu studia na Košické konzervatoři, kdy vystudoval hru na klavír a varhany pokračoval ve studiu na bratislavské VŠMU, kterou absolvoval v roce 1998. Své vzdělání si dále rozšiřoval na mistrovských interpretačních kurzech.
Vystupuje pravidelně nejen na Slovensku, ale i v České republice a po celé Evropě.
Hru na varhany vyučuje na Církevní konzervatoři v Bratislavě, externě učí i na VŠMU.
Na svém kontě má prozatím 4 CD disky.
Ve Slovenském rozhlase pravidelně uvádí díla současných slovenských hudebních skladatelů.